# Harry Blanchard
Harry Blanchard (13 de junho de 1929 – 31 de janeiro de 1960) foi um automobilista norte-americano que participou do Grande Prêmio dos Estados Unidos de 1959. Na prova, ele terminou em 7º lugar.
Blanchard faleceu em um acidente durante uma prova de resistência na Argentina.